# Vĩnh Tú
Vĩnh Tú là một xã thuộc huyện Vĩnh Linh, tỉnh Quảng Trị, Việt Nam.

## Vị trí địa lý
- phía bắc: giáp xã Vĩnh Chấp
- phía nam: giáp xã Trung Nam
- phía tây: giáp xã Vĩnh Long
- phía đông:giáp Vĩnh Thái.

## Địa hình
Gồm nhiều loại đất:cát trắng, đất đỏ ba dan, đất cát pha...

## Phân bố dân cư
Dân cư sống đều khắp cả xã ngoại trừ những vùng đất rừng tự nhiên.

## Hành chính
Xã Vĩnh Tú được chia thành 6 thôn: Huỳnh Công Tây, Phường Duyệt, Tây 3, Thủy Tú, Tứ Chính,  Trường Kỳ.

## Đặc sản
- Dưa hấu
- Bánh sắn
- Chả cuốn
- Gỏi tép nhảy

## Kinh tế
Ngành kinh tế chủ yếu là nông nghiệp, ngoài ra còn có dịch vụ và các hoạt động kinh tế khác. Diện tích trồng lạc hơn 4 nghìn ha, tập trung chủ yếu ở các vùng cát. Diện tích rừng cao su và rừng tràm gần 300ha, sản lượng lúa trung bình 4 tạ/sào.Ngoài ra người dân còn có các hoạt động kinh tế khác như dịch vụ du lịch, kinh doanh, nuôi trồng thủy sản...